# 深水埗軍營

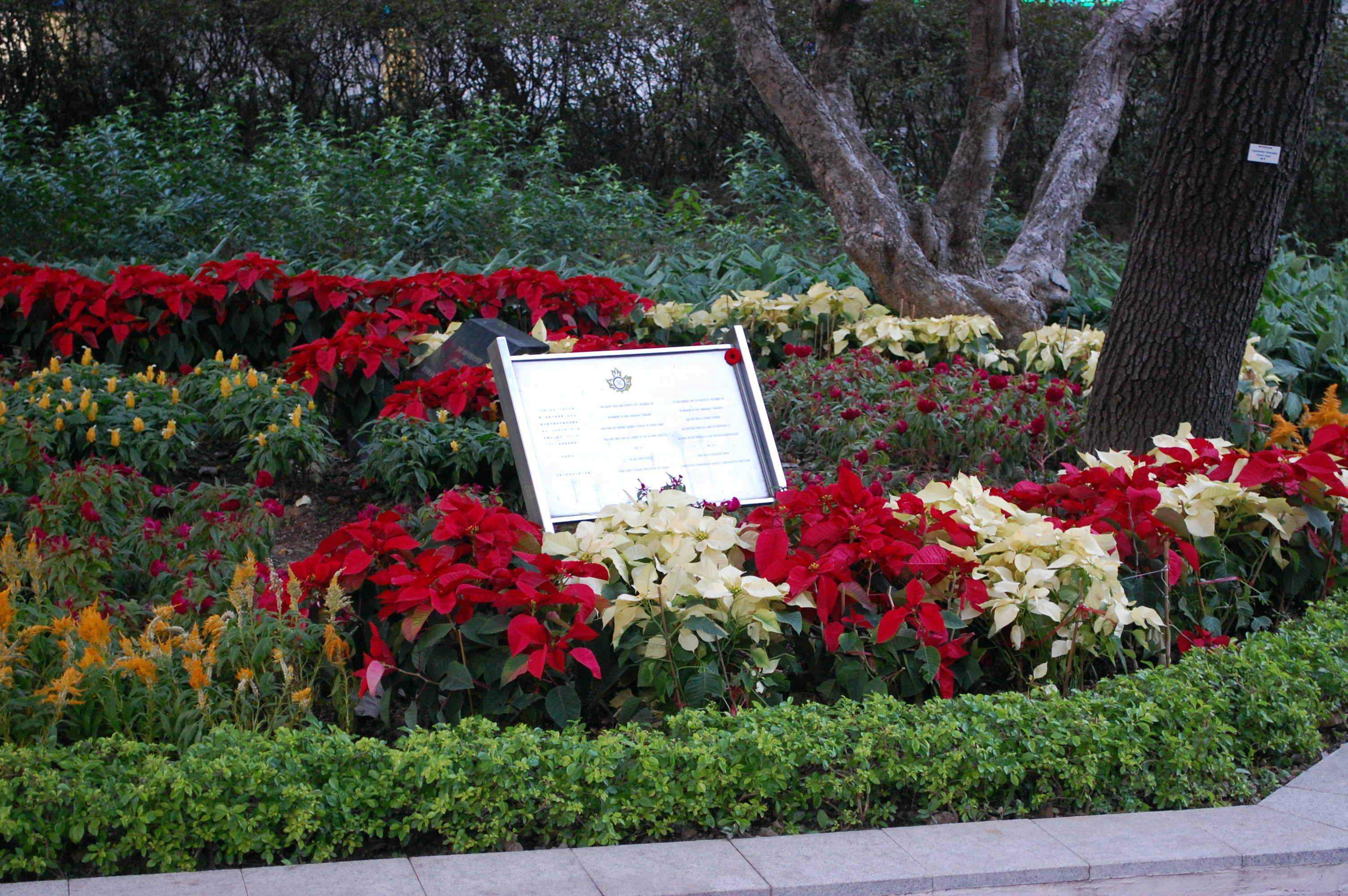
深水埗戰俘營的紀念碑

深水埗軍營（英語：Sham Shui Po Barracks）是香港昔日一個英軍軍營，位於九龍深水埗軍營位於現時東京街、長沙灣道、欽州街，和通州街之間的位置，現時為麗閣邨、麗安邨，以及深水埗公園。
深水埗軍營建於1927年，在香港日佔時期，曾被日軍用作囚禁戰俘的集中營，囚禁的戰俘包括英國、加拿大及印度人。二次世界大戰後，曾一度用作安置香港投降日軍戰俘的集中營。當全部日軍遣返日本後，軍營重新被英軍使用，包括南京軍營與銀禧軍營。1977年南京軍營關閉，南京軍營用地被用作興建麗閣邨及深水埗公園，其餘部分（即銀禧軍營）繼續使用至八十年代，民安隊曾短暫使用，之後被改建為越南船民營，後於1989年關閉，其用地一部分建成麗安邨，另外一部分則建成西九龍中心，麗安邨於1993年落成，西九龍中心則於1994年11月落成開幕。

## 外部連結
- . 香港公共圖書館. （原始内容存档于2019-06-04）.

22°19′55″N 114°09′29″E / 22.332°N 114.158°E